# Marit Bjørgen
Marit Bjørgen (* 21. März 1980 in Trondheim) ist eine ehemalige norwegische Skilangläuferin. Mit 15 gewonnenen Olympiamedaillen, darunter achtmal Gold ist sie die bisher erfolgreichste Winterolympionikin. Des Weiteren konnte sie 18 Weltmeistertitel gewinnen und siegte in insgesamt 114 Einzelrennen im Weltcup. Durch ihre Erfolge gilt sie als die erfolgreichste Athletin ihrer Sportart.

## Werdegang
Bjørgen hatte ihren ersten internationalen Erfolg bei den Europäischen Olympischen Winter-Jugendtagen 1997 in Sundsvall. Dort gewann sie Bronze über 7,5 km klassisch. Bei den Nordischen Junioren-Skiweltmeisterschaften 1999 in Saalfelden am Steinernen Meer holte sie die Bronzemedaille mit der Staffel. Im Rennen über 5 km klassisch errang sie den achten Platz. Ihren ersten Skilanglauf-Weltcup lief sie im Dezember 1999 in Engelberg und belegte dabei den 39. Platz im Sprint. Bei den Nordischen Junioren-Skiweltmeisterschaften 2000 in Štrbské Pleso holte sie wie im Vorjahr die Bronzemedaille mit der Staffel. In den Einzelrennen kam sie auf den 37. Platz über 5 km Freistil und auf den 21. Rang im Sprint. In der Saison 2000/01 holte sie in Engelberg mit dem Plätzen 29 und 17 im Sprint ihre ersten Weltcuppunkte. Beim Saisonhöhepunkt, den Nordischen Skiweltmeisterschaften 2001 in Lahti, lief sie auf den 24. Platz über 10 km klassisch und auf den 19. Rang in der Verfolgung. Im folgenden Jahr gewann sie in Salt Lake City bei ihrer ersten Olympiateilnahme die Silbermedaille mit der Staffel. Zudem errang sie dort den 50. Platz im 15-km-Massenstartrennen und den 14. Platz über 30 km klassisch. Im März 2002 erreichte sie in Falun mit Platz zwei mit der Staffel ihre erste Podestplatzierung im Weltcup.
Am 26. Oktober 2002 gewann Bjørgen ihr erstes Rennen, den Sprint in Düsseldorf. Ihre erste Goldmedaille gewann sie bei den Weltmeisterschaften 2003 im Sprintrennen, hinzu kam Silber mit der Staffel. Ebenfalls 2003 entschied sie erstmals den Sprintweltcup für sich. Diesen Erfolg wiederholte sie in den drei darauf folgenden Jahren. Im November 2004 gewann sie erstmals ein Rennen über eine längere Distanz, einen 10-Kilometer-Lauf in Gällivare. Bei den Weltmeisterschaften 2005 war sie die erfolgreichste Athletin überhaupt; sie wurde Weltmeisterin im Teamsprint (zusammen mit Hilde G. Pedersen), über 30 km und mit der Staffel; zwei weitere Medaillen, Silber bzw. Bronze, gewann sie im Verfolgungsrennen und über 10 km. Darüber hinaus war Bjørgen Ende der Saison 2004/05 auf dem ersten Platz der Weltcup-Gesamtwertung.
2005 gewann sie die Wahl zu Norwegens Sportlerin des Jahres sowie die Aftenposten-Goldmedaille.
Vor den Olympischen Winterspielen 2006 in Turin war Bjørgen eine der meistgenannten Favoritinnen, doch konnte sie die hohen Erwartungen nicht erfüllen. Sie litt unter den Nachwirkungen einer Bronchitis und musste das erste Rennen mit Magenproblemen aufgeben. Zwar gewann sie die Silbermedaille im 10-Kilometer-Lauf, doch in den beiden Sprintdisziplinen blieb der Erfolg aus. Auch konnte die norwegische Staffel erstmals seit 1988 keine Medaille erringen.
Nur wenige Wochen später, am 4. März 2006, rehabilitierte sich Bjørgen mit dem Sieg des Wasalaufs über 45 km von Oxberg nach Mora. Darüber hinaus wurde sie erneut Gesamtweltcupsiegerin. Bei den Weltmeisterschaften 2007 gewann sie jeweils die Bronzemedaille im Team-Sprint (zusammen mit Astrid Jacobsen) und mit der Staffel.
Bei den Olympischen Winterspielen 2010 gewann Björgen beim Sprint im klassischen Stil ihr erstes Olympiagold und wurde über 10 km Freistil Dritte, in der Doppelverfolgung (Skiathlon) errang sie ihre zweite Goldmedaille. Ein drittes Gold gewann sie im Staffelwettbewerb. Mit den Olympiasiegen hat Bjørgen ihre Landsfrau Bente Skari überboten und wurde zudem erfolgreichste Langläuferin der Spiele. Ebenfalls 2010 erhielt Bjørgen die Holmenkollen-Medaille sowie den Fearnleys olympiske ærespris.
Bei den Nordischen Skiweltmeisterschaften 2011 in Oslo gewann Bjørgen den Sprint, das Verfolgungsrennen, die 10 km klassisch und die 4 × 5-km-Staffel.
In der Saison 2011/12 gewann sie zum dritten Mal den Gesamtweltcup.
Im Winter 2012/13 musste sie wegen Herzrhythmusstörungen einige Wochen pausieren und konnte deshalb nicht an der Tour de Ski teilnehmen.
Bei den Nordischen Skiweltmeisterschaften 2013 im Val di Fiemme gewann sie viermal Gold und einmal Silber.
Bei den Olympischen Winterspielen 2014 in Sotschi gewann sie gleich im Auftaktwettbewerb im Skiathlon und holte mit der Titelverteidigung ihren vierten Olympiasieg, im Teamsprint ihren fünften und mit dem Sieg im 30 km Freistil ihren sechsten Olympiasieg. Durch ihre Erfolge in Sotschi überflügelte sie Ljubow Jegorowa als erfolgreichste Winterolympionikin aller Zeiten.
In der Saison 2014/15 erreichte Bjørgen bei 14 Teilnahmen an Weltcuprennen insgesamt 13-mal das Podest, wobei sie insgesamt neunmal siegreich war, u. a. beim Nordic Opening und der Tour de Ski 2015. Bei letzterer gewann sie fünf von sieben Etappen und belegte je einmal den zweiten und dritten Etappenplatz. Bei den Nordischen Skiweltmeisterschaften 2015 in Falun gewann sie Silber im 30-km-klassisch-Massenstartrennen sowie Gold im Sprint und mit der Staffel. Bei den Norwegischen Meisterschaften gewann sie Silber über 10 km Freistil. Die Saison beendete sie auf dem ersten Platz in der Sprintwertung, der Distanzwertung und in der Weltcupgesamtwertung. Ende Juni 2015 gab Bjørgen bekannt, dass sie schwanger sei und eine Weltcup-Saison aussetzen werde. Ihr Ziel war es, bis zu den Weltmeisterschaften 2017 in Lahti wieder fit zu sein. Sie pausierte daraufhin in der Saison 2015/16 und startete zu Beginn der Saison 2016/17 in Ruka erstmals wieder im Weltcup. Dabei siegte sie über 10 km klassisch nach Platz zehn im Sprint, im zweiten Rennen der Saison. Es folgte der vierte Platz bei der Weltcup-Minitour in Lillehammer. Dabei errang sie bei der Etappe über 5 km Freistil den dritten Platz. In La Clusaz kam sie im 10-km-Massenstartrennen auf den zweiten Platz und gewann tags darauf mit der Staffel. Im Januar 2017 siegte sie in Ulricehamn mit der Staffel und über 10 km Freistil und in Falun im 15-km-Massenstartrennen. Anfang Februar 2017 wurde sie in Lygna norwegische Meisterin im Skiathlon und über 10 km klassisch. Im selben Monat triumphierte sie in Otepää über 10 km klassisch. Beim Saisonhöhepunkt den Nordischen Skiweltmeisterschaften 2017 in Lahti holte sie viermal Gold. Sie wurde Weltmeisterin im 30-km-Massenstartrennen, über 10 km klassisch, im Skiathlon und mit der Staffel. Zudem kam sie im Sprint auf den 16. Platz. Zum Saisonende siegte sie in Oslo im 30-km-Massenstartrennen und holte beim Weltcup-Finale in Québec mit einem siebten Platz und zwei Etappensiege ihren 110. Weltcupeinzelsieg. Die Saison beendete sie auf dem 15. Platz im Sprintweltcup, auf dem fünften Rang im Gesamtweltcup und auf dem zweiten Platz im Distanzweltcup. Anfang April 2017 wurde sie in Gålå norwegische Meisterin über 5 km Freistil und über 30 km klassisch.
In der im Anschluss an das 30-km-Massenstartrennen der Nordischen Skiweltmeisterschaften bei Bjørgen durchgeführten Dopingurinprobe wurden Spuren des anabolen Steroids 19-Norandrosteron (Nandrolon) gefunden, das auf der Verbotsliste der Welt-Anti-Doping-Agentur steht. Bjørgen konnte sich gegenüber der FIS verteidigen, indem sie und der damalige norwegische Nationalmannschaftsarzt Petter Olberg angaben zur Verschiebung ihres Menstruationszyklus das Medikament Primolut-N einzunehmen, dessen Wirkstoff Norethisteron im Körper zu 19-Norandrosteron abgebaut und über den Urin ausgeschieden werde. Die FIS schloss die Untersuchungen ab, da Bjørgens Erklärungen mit den Laborbefunden überein stimmten. Der Vorfall wurde erst im Oktober 2021 nach Veröffentlichung der Biografie „Winner Heart: The Story of Marit Bjoergen“ bekannt.
Zu Beginn der Saison 2017/18 errang Bjørgen den zweiten Platz beim Nordic Opening. Dabei siegte sie im Rennen über 10 km klassisch. Es folgte ein Sieg beim Verfolgungsrennen in Toblach. Im Januar 2018 wurde sie in Vang norwegische Meisterin im Skiathlon, im Sprint und über 10 km Freistil. Beim Saisonhöhepunkt, den Olympischen Winterspielen 2018 in Pyeongchang, holte sie über 10 km Freistil und im Teamsprint zusammen mit Maiken Caspersen Falla jeweils die Bronzemedaille, im Skiathlon die Silbermedaille und im 30-km-Massenstartrennen und mit der Staffel jeweils die Goldmedaille. Im März 2018 gewann sie im 30-km-Massenstartrennen in Oslo und das Weltcupfinale in Falun. Zudem wurde sie in Lahti über 10 km klassisch Dritte und erreichte abschließend jeweils den fünften Platz im Gesamtweltcup und im Distanzweltcup. Im April 2018 holte sie über 5 km klassisch in Alta ihre 25. Goldmedaille bei norwegischen Meisterschaften. Über 30 km Freistil errang sie dort den zweiten Platz.
Bjørgen beendete ihre Karriere nach den norwegischen Meisterschaften am 8. April 2018 in Alta. Sie begründete dies mit Motivationsschwierigkeiten. Mit 15 gewonnenen Olympiamedaillen, darunter acht Mal Gold sowie 18 Weltmeistertiteln war sie zu diesem Zeitpunkt erfolgreichste Athletin in ihrer Disziplin. Nach fast dreijähriger Wettkampfpause nahm sie im März 2021 am Wasalauf teil und belegte dabei hinter Lina Korsgren den zweiten Platz.

## Asthma-Medikation
Bjørgen nahm in ihrer sportlichen Laufbahn mit Ausnahmegenehmigung der FIS über viele Jahre Asthmamedikamente ein. Justyna Kowalczyk beschuldigte sie deshalb zeitweise des Dopings.

## Privatleben
Sie lebt zusammen mit Fred Børre Lundberg, einem ehemaligen norwegischen Nordischen Kombinierer in Oslo und hat zwei Söhne (* 26. Dezember 2015 und März 2019).
Ihre Cousine Anne Kjersti Kalvå ist ebenfalls Skilangläuferin.

## Erfolge

### Siege bei Weltcuprennen

#### Weltcupsiege im Einzel
| Nr. | Datum             | Ort               | Disziplin                       |
| --- | ----------------- | ----------------- | ------------------------------- |
| 1.  | 26. Oktober 2002  | Düsseldorf        | 1,5 km Sprint Freistil          |
| 2.  | 11. Dezember 2002 | Clusone           | 1,5 km Sprint Freistil          |
| 3.  | 12. Februar 2003  | Reit im Winkl     | 1,5 km Sprint Freistil          |
| 4.  | 16. Dezember 2003 | Val di Fiemme     | 1,2 km Sprint klassisch         |
| 5.  | 18. Januar 2004   | Nové Město        | 1,2 km Sprint Freistil          |
| 6.  | 18. Februar 2004  | Stockholm         | 1,1 km Sprint klassisch         |
| 7.  | 24. Februar 2004  | Trondheim         | 1,5 km Sprint Freistil          |
| 8.  | 26. Februar 2004  | Drammen           | 1,2 km Sprint klassisch         |
| 9.  | 5. März 2004      | Lahti             | 1 km Sprint Freistil            |
| 10. | 12. März 2004     | Pragelato         | 1 km Sprint Freistil            |
| 11. | 23. Oktober 2004  | Düsseldorf        | 0,8 km Sprint Freistil          |
| 12. | 20. November 2004 | Gällivare         | 10 km klassisch Individualstart |
| 13. | 4. Dezember 2004  | Bern              | 0,8 km Sprint Freistil          |
| 14. | 11. Dezember 2004 | Lago di Tesero    | 15 km Skiathlon                 |
| 15. | 14. Dezember 2004 | Asiago            | 1,2 km Sprint klassisch         |
| 16. | 8. Januar 2005    | Otepää            | 10 km klassisch Individualstart |
| 17. | 16. Januar 2005   | Nové Město        | 1,2 km Sprint Freistil          |
| 18. | 12. März 2005     | Oslo              | 30 km klassisch Individualstart |
| 19. | 16. März 2005     | Göteborg          | 1,1 km Sprint Freistil          |
| 20. | 19. März 2005     | Falun             | 15 km Skiathlon                 |
| 21. | 22. Oktober 2005  | Düsseldorf        | 0,8 km Sprint Freistil          |
| 22. | 19. November 2005 | Beitostølen       | 10 km klassisch Individualstart |
| 23. | 26. November 2005 | Kuusamo           | 10 km klassisch Individualstart |
| 24. | 10. Dezember 2005 | Vernon            | 15 km Skiathlon                 |
| 25. | 4. März 2006      | Mora              | 45 km klassisch Massenstart     |
| 26. | 15. März 2006     | Changchun         | 1 km Sprint Freistil            |
| 27. | 28. Oktober 2006  | Düsseldorf        | 0,8 km Sprint Freistil          |
| 28. | 24. März 2007     | Falun             | 15 km Skiathlon                 |
| 29. | 24. November 2007 | Beitostølen       | 10 km Freistil Individualstart  |
| 30. | 2. Dezember 2007  | Kuusamo           | 10 km klassisch Individualstart |
| 31. | 21. November 2009 | Beitostølen       | 10 km Freistil Individualstart  |
| 32. | 19. Dezember 2009 | Rogla             | 1,4 km Sprint klassisch         |
| 33. | 6. März 2010      | Lahti             | 15 km Skiathlon                 |
| 34. | 11. März 2010     | Drammen           | 1,2 km Sprint klassisch         |
| 35. | 13. März 2010     | Oslo              | 30 km Freistil Massenstart      |
| 36. | 14. März 2010     | Oslo              | 1,3 km Sprint Freistil          |
| 37. | 21. März 2010     | Stockholm / Falun | Gesamtwertung Weltcup-Finale    |
| 38. | 20. November 2010 | Gällivare         | 10 km Freistil Individualstart  |
| 39. | 28. November 2010 | Kuusamo           | Gesamtwertung Nordic Opening    |
| 40. | 11. Dezember 2010 | Davos             | 10 km klassisch Individualstart |
| 41. | 12. Dezember 2010 | Davos             | 1,4 km Sprint Freistil          |
| 42. | 18. Dezember 2010 | La Clusaz         | 15 km Freistil Massenstart      |
| 43. | 22. Januar 2011   | Otepää            | 10 km klassisch Individualstart |
| 44. | 19. Februar 2011  | Drammen           | 10 km klassisch Individualstart |
| 45. | 13. März 2011     | Lahti             | 1,4 km Sprint klassisch         |
| 46. | 20. März 2011     | Stockholm / Falun | Gesamtwertung Weltcup-Finale    |
| 47. | 19. November 2011 | Sjusjøen          | 10 km Freistil Individualstart  |
| 48. | 27. November 2011 | Kuusamo           | Gesamtwertung Nordic Opening    |
| 49. | 10. Dezember 2011 | Davos             | 15 km Freistil Individualstart  |
| 50. | 4. Februar 2012   | Rybinsk           | 10 km Freistil Massenstart      |
| 51. | 11. Februar 2012  | Nové Město        | 15 km klassisch Massenstart     |
| 52. | 4. März 2012      | Lahti             | 1,4 km Sprint klassisch         |
| 53. | 7. März 2012      | Drammen           | 1,2 km Sprint klassisch         |
| 54. | 11. März 2012     | Oslo              | 30 km klassisch Massenstart     |
| 55. | 18. März 2012     | Stockholm / Falun | Gesamtwertung Weltcup-Finale    |
| 56. | 24. November 2012 | Gällivare         | 10 km Freistil Individualstart  |
| 57. | 2. Dezember 2012  | Kuusamo           | Gesamtwertung Nordic Opening    |
| 58. | 19. Januar 2013   | La Clusaz         | 10 km klassisch Massenstart     |
| 59. | 24. März 2013     | Stockholm / Falun | Gesamtwertung Weltcup-Finale    |
| 60. | 1. Dezember 2013  | Kuusamo           | Gesamtwertung Nordic Opening    |
| 61. | 14. Dezember 2013 | Davos             | 15 km Freistil Individualstart  |
| 62. | 15. Dezember 2013 | Davos             | 1,5 km Sprint Freistil          |
| 63. | 1. Februar 2014   | Toblach           | 10 km klassisch Individualstart |
| 64. | 2. Februar 2014   | Toblach           | 1,3 km Sprint Freistil          |
| 65. | 2. März 2014      | Lahti             | 10 km Freistil Individualstart  |
| 66. | 9. März 2014      | Oslo              | 30 km klassisch Massenstart     |
| 67. | 29. November 2014 | Ruka              | 1,4 km Sprint klassisch         |
| 68. | 7. Dezember 2014  | Lillehammer       | Gesamtwertung Nordic Opening    |
| 69. | 20. Dezember 2014 | Davos             | 10 km Freistil Individualstart  |
| 70. | 21. Dezember 2014 | Davos             | 1,3 km Sprint Freistil          |
| 71. | 11. Januar 2015   | Tour de Ski       | Gesamtwertung                   |
| 72. | 14. Februar 2015  | Östersund         | 1,2 km Sprint klassisch         |
| 73. | 7. März 2015      | Lahti             | 1,5 km Sprint Freistil          |
| 74. | 8. März 2015      | Lahti             | 10 km klassisch Individualstart |
| 75. | 15. März 2015     | Oslo              | 30 km Freistil Massenstart      |
| 76. | 27. November 2016 | Ruka              | 10 km klassisch Individualstart |
| 77. | 21. Januar 2017   | Ulricehamn        | 10 km Freistil Individualstart  |
| 78. | 29. Januar 2017   | Falun             | 15 km klassisch Massenstart     |
| 79. | 19. Februar 2017  | Otepää            | 10 km klassisch Individualstart |
| 80. | 12. März 2017     | Oslo              | 30 km klassisch Massenstart     |
| 81. | 19. März 2017     | Québec            | Gesamtwertung Weltcup-Finale    |
| 82. | 17. Dezember 2017 | Toblach           | 10 km klassisch Verfolgung      |
| 83. | 11. März 2018     | Oslo              | 30 km Freistil Massenstart      |
| 84. | 18. März 2018     | Falun             | Gesamtwertung Weltcup-Finale    |

#### Etappensiege bei Weltcuprennen
| Nr. | Datum             | Ort         | Disziplin                       | Rennen              |
| --- | ----------------- | ----------- | ------------------------------- | ------------------- |
| 1.  | 31. Dezember 2006 | München     | 0,8 km Sprint Freistil          | Tour de Ski 2006/07 |
| 2.  | 20. März 2010     | Falun       | 10 km Skiathlon                 | Weltcup-Finale 2010 |
| 3.  | 26. November 2010 | Kuusamo     | 1,2 km Sprint klassisch         | Nordic Opening 2010 |
| 4.  | 27. November 2010 | Kuusamo     | 5 km klassisch Individualstart  | Nordic Opening 2010 |
| 5.  | 18. März 2011     | Falun       | 2,5 km Prolog klassisch         | Weltcup-Finale 2011 |
| 6.  | 19. März 2011     | Falun       | 10 km Skiathlon                 | Weltcup-Finale 2011 |
| 7.  | 25. November 2011 | Kuusamo     | 1,2 km Sprint klassisch         | Nordic Opening 2011 |
| 8.  | 26. November 2011 | Kuusamo     | 5 km Freistil Individualstart   | Nordic Opening 2011 |
| 9.  | 1. Januar 2012    | Oberstdorf  | 10 km Skiathlon                 | Tour de Ski 2011/12 |
| 10. | 3. Januar 2012    | Toblach     | 3 km klassisch Individualstart  | Tour de Ski 2011/12 |
| 11. | 4. Januar 2012    | Toblach     | 1,3 km Sprint Freistil          | Tour de Ski 2011/12 |
| 12. | 5. Januar 2012    | Toblach     | 15 km Verfolgung Freistil 1     | Tour de Ski 2011/12 |
| 13. | 14. März 2012     | Stockholm   | 1 km Sprint klassisch           | Weltcup-Finale 2012 |
| 14. | 16. März 2012     | Falun       | 2,5 km Prolog Freistil          | Weltcup-Finale 2012 |
| 15. | 30. November 2012 | Kuusamo     | 1,4 km Sprint klassisch         | Nordic Opening 2012 |
| 16. | 1. Dezember 2012  | Kuusamo     | 5 km Freistil Individualstart   | Nordic Opening 2012 |
| 17. | 2. Dezember 2012  | Kuusamo     | 10 km Verfolgung klassisch 2    | Nordic Opening 2012 |
| 18. | 22. März 2013     | Falun       | 2,5 km Prolog Freistil          | Weltcup-Finale 2013 |
| 19. | 23. März 2013     | Falun       | 10 km klassisch Massenstart     | Weltcup-Finale 2013 |
| 20. | 28. Dezember 2013 | Oberhof     | 3 km Prolog Freistil            | Tour de Ski 2013/14 |
| 21. | 14. März 2014     | Falun       | 1,2 km Sprint klassisch         | Weltcup-Finale 2014 |
| 22. | 5. Dezember 2014  | Lillehammer | 1,5 km Sprint Freistil          | Nordic Opening 2014 |
| 23  | 3. Januar 2015    | Oberstdorf  | 3,2 km Prolog Freistil          | Tour de Ski 2015    |
| 24. | 4. Januar 2015    | Oberstdorf  | 10 km Verfolgung klassisch 1    | Tour de Ski 2015    |
| 25. | 6. Januar 2015    | Val Müstair | 1,4 km Sprint Freistil          | Tour de Ski 2015    |
| 26. | 7. Januar 2015    | Toblach     | 5 km klassisch Individualstart  | Tour de Ski 2015    |
| 27. | 8. Januar 2015    | Toblach     | 15 km Verfolgung Freistil 1     | Tour de Ski 2015    |
| 28. | 18. März 2017     | Québec      | 10 km klassisch Massenstart     | Weltcup-Finale 2017 |
| 29. | 19. März 2017     | Québec      | 10 km Freistil Verfolgung 2     | Weltcup-Finale 2017 |
| 30. | 25. November 2017 | Ruka        | 10 km klassisch Individualstart | Nordic Opening 2017 |

#### Weltcupsiege im Team
| Nr. | Datum             | Ort         | Disziplin                          |
| --- | ----------------- | ----------- | ---------------------------------- |
| 1.  | 23. November 2003 | Beitostølen | 4 × 5 km Staffel 3                 |
| 2.  | 7. Dezember 2003  | Toblach     | 6 × 1,2 km Teamsprint Freistil 4   |
| 3.  | 14. Dezember 2003 | Davos       | 4 × 5 km Staffel 5                 |
| 4.  | 11. Januar 2004   | Otepää      | 4 × 5 km Staffel 3                 |
| 5.  | 15. Februar 2004  | Oberstdorf  | 6 × 0,8 km Teamsprint Freistil 4   |
| 6.  | 22. Februar 2004  | Umeå        | 4 × 5 km Staffel 3                 |
| 7.  | 24. Oktober 2004  | Düsseldorf  | 6 × 0,8 km Teamsprint Freistil 4   |
| 8.  | 21. November 2004 | Gällivare   | 4 × 5 km Staffel 6                 |
| 9.  | 5. Dezember 2004  | Bern        | 6 × 1,1 km Teamsprint Freistil 7   |
| 10. | 15. Dezember 2004 | Asiago      | 6 × 1,2 km Teamsprint klassisch 7  |
| 11. | 23. Oktober 2005  | Düsseldorf  | 6 × 0,8 km Teamsprint Freistil 4   |
| 12. | 20. November 2005 | Beitostølen | 4 × 5 km Staffel 8                 |
| 13. | 29. Oktober 2006  | Düsseldorf  | 6 × 0,8 km Teamsprint Freistil 7   |
| 14. | 19. November 2006 | Gällivare   | 4 × 5 km Staffel 3                 |
| 15. | 25. November 2007 | Beitostølen | 4 × 5 km Staffel 9                 |
| 16. | 17. Februar 2008  | Liberec     | 4 × 1,4 km Teamsprint klassisch 10 |
| 17. | 24. Februar 2008  | Falun       | 4 × 5 km Staffel 11                |
| 18. | 23. November 2008 | Gällivare   | 4 × 5 km Staffel 12                |
| 19. | 7. März 2010      | Lahti       | 4 × 5 km Staffel 12                |
| 20. | 21. November 2010 | Gällivare   | 4 × 5 km Staffel 13                |
| 21. | 19. Dezember 2010 | La Clusaz   | 4 × 5 km Staffel 13                |
| 22. | 16. Januar 2011   | Liberec     | 6 × 1,3 km Teamsprint klassisch 14 |
| 23. | 20. November 2011 | Sjusjøen    | 4 × 5 km Staffel 13                |
| 24. | 12. Februar 2012  | Nové Město  | 4 × 5 km Staffel 9                 |
| 25. | 25. November 2012 | Gällivare   | 4 × 5 km Staffel 15                |
| 26. | 20. Januar 2013   | La Clusaz   | 4 × 5 km Staffel 16                |
| 27. | 8. Dezember 2013  | Lillehammer | 4 × 5 km Staffel 16                |
| 28. | 18. Dezember 2016 | La Clusaz   | 4 × 5 km Staffel 17                |
| 29. | 22. Januar 2017   | Ulricehamn  | 4 × 5 km Staffel 18                |

## Statistik

### Teilnahmen an Weltmeisterschaften und Olympischen Winterspielen

#### Olympische Spiele
| Jahr und Ort        | Wettbewerb | Wettbewerb           | Wettbewerb | Wettbewerb | Wettbewerb | Wettbewerb | Wettbewerb |
| Jahr und Ort        | 10 km      | Skiathlon Verfolgung | 15 km      | 30 km      | Sprint     | Staffel    | Teamsprint |
| ------------------- | ---------- | -------------------- | ---------- | ---------- | ---------- | ---------- | ---------- |
| 2002 Salt Lake City | –          | –                    | 50.        | 14.        | –          | 2.         | –          |
| 2006 Turin          | 2.         | DNF                  | –          | –          | 18.        | 5.         | 4.         |
| 2010 Vancouver      | 3.         | 1.                   | –          | 2.         | 1.         | 1.         | –          |
| 2014 Sotschi        | 5.         | 1.                   | –          | 1.         | 11.        | 5.         | 1.         |
| 2018 Pyeongchang    | 3.         | 2.                   | –          | 1.         | –          | 1.         | 3.         |

#### Nordische Skiweltmeisterschaften
| Jahr und Ort       | Wettbewerb | Wettbewerb           | Wettbewerb | Wettbewerb | Wettbewerb | Wettbewerb | Wettbewerb |
| Jahr und Ort       | 10 km      | Skiathlon Verfolgung | 15 km      | 30 km      | Sprint     | Staffel    | Teamsprint |
| ------------------ | ---------- | -------------------- | ---------- | ---------- | ---------- | ---------- | ---------- |
| 2001 Lahti         | 24.        | 19.                  | –          | –          | –          | –          | –          |
| 2003 Val di Fiemme | –          | –                    | 24.        | –          | 1.         | 2.         | –          |
| 2005 Oberstdorf    | 3.         | 2.                   | –          | 1.         | 16.        | 1.         | 1.         |
| 2007 Sapporo       | 22.        | 12.                  | –          | 9.         | 10.        | 3.         | 3.         |
| 2009 Liberec       | 16.        | 19.                  | –          | –          | 9.         | 4.         | –          |
| 2011 Oslo          | 1.         | 1.                   | –          | 2.         | 1.         | 1.         | –          |
| 2013 Val di Fiemme | 2.         | 1.                   | –          | 1.         | 1.         | 1.         | –          |
| 2015 Falun         | 31.        | 6.                   | –          | 2.         | 1.         | 1.         | –          |
| 2017 Lahti         | 1.         | 1.                   | –          | 1.         | 16.        | 1.         | –          |

### Platzierungen im Weltcup

#### Weltcup-Statistik
Die Tabelle zeigt die erreichten Platzierungen im Einzelnen.
- 1.–3. Platz: Anzahl der Podiumsplatzierungen
- Top 10: Anzahl der Platzierungen unter den ersten zehn
- Punkteränge: Anzahl der Platzierungen innerhalb der Punkteränge
- Starts: Anzahl gelaufener Rennen in der jeweiligen Disziplin
- Hinweis: Bei den Distanzrennen erfolgt die Einordnung gemäß FIS.

| Platzierung               | Distanzrennen a | Distanzrennen a | Distanzrennen a | Distanzrennen a | Distanzrennen a | Skiathlon Verfolgung | Sprint | Etappen- rennen b | Gesamt | Team c | Team c  |
| Platzierung               | ≤ 5 km          | ≤ 10 km         | ≤ 15 km         | ≤ 30 km         | > 30 km         | Skiathlon Verfolgung | Sprint | Etappen- rennen b | Gesamt | Sprint | Staffel |
| ------------------------- | --------------- | --------------- | --------------- | --------------- | --------------- | -------------------- | ------ | ----------------- | ------ | ------ | ------- |
| 1. Platz                  | 10              | 25              | 5               | 7               | 1               | 14                   | 40     | 12                | 114    | 9      | 20      |
| 2. Platz                  | 4               | 14              | 1               |                 |                 | 7                    | 13     | 4                 | 43     |        | 5       |
| 3. Platz                  | 1               | 9               | 2               |                 |                 | 8                    | 7      |                   | 27     |        | 2       |
| Top 10                    | 18              | 68              | 9               | 9               | 1               | 41                   | 85     | 18                | 249    | 10     | 31      |
| Punkteränge               | 23              | 80              | 14              | 11              | 2               | 49                   | 104    | 19                | 302    | 10     | 31      |
| Starts                    | 25              | 86              | 14              | 14              | 2               | 52                   | 110    | 19                | 322    | 10     | 31      |
| Stand: Saisonende 2017/18 |                 |                 |                 |                 |                 |                      |        |                   |        |        |         |

#### Weltcup-Gesamtplatzierungen
| Saison  | Gesamt | Gesamt | Distanz | Distanz | Sprint | Sprint |
| Saison  | Punkte | Platz  | Punkte  | Platz   | Punkte | Platz  |
| ------- | ------ | ------ | ------- | ------- | ------ | ------ |
| 2000/01 | 55     | 53.    | –       | –       | 19     | 48.    |
| 2001/02 | 131    | 32.    | –       | –       | 44     | 36.    |
| 2002/03 | 508    | 6.     | –       | –       | 485    | 1.     |
| 2003/04 | 1139   | 2.     | 394     | 11.     | 745    | 1.     |
| 2004/05 | 1320   | 1.     | 740     | 1.      | 625    | 1.     |
| 2005/06 | 1036   | 1.     | 642     | 4.      | 394    | 1.     |
| 2006/07 | 941    | 2.     | 405     | 4.      | 216    | 6.     |
| 2007/08 | 690    | 11.    | 502     | 6.      | 188    | 16.    |
| 2008/09 | 709    | 10.    | 436     | 9.      | 147    | 14.    |
| 2009/10 | 1320   | 2.     | 636     | 2.      | 484    | 2.     |
| 2010/11 | 1578   | 2.     | 775     | 2.      | 403    | 4.     |
| 2011/12 | 2689   | 1.     | 1448    | 1.      | 521    | 3.     |
| 2012/13 | 1148   | 4.     | 492     | 6.      | 256    | 7.     |
| 2013/14 | 1498   | 2.     | 705     | 2.      | 433    | 3.     |
| 2014/15 | 2172   | 1.     | 962     | 1.      | 610    | 1.     |
| 2015/16 | –      | –      | –       | –       | –      | –      |
| 2016/17 | 1307   | 5.     | 854     | 2.      | 153    | 15.    |
| 2017/18 | 1078   | 5.     | 636     | 5.      | 82     | 26.    |

#### Platzierungen bei Weltcup-Etappenrennen
| Saison  | Nordic Opening | Tour de Ski | Weltcup-Finale |
| ------- | -------------- | ----------- | -------------- |
| 2006/07 | –              | 2.          | –              |
| 2007/08 | –              | WD          | 6.             |
| 2008/09 | –              | 10.         | 20.            |
| 2009/10 | –              | –           | 1.             |
| 2010/11 | 1.             | –           | 1.             |
| 2011/12 | 1.             | 2.          | 1.             |
| 2012/13 | 1.             | –           | 1.             |
| 2013/14 | 1.             | WD          | 2.             |
| 2014/15 | 1.             | 1.          | –              |
| 2015/16 | –              | –           | –              |
| 2016/17 | 4.             | –           | 1.             |
| 2017/18 | 2.             | –           | 1.             |

Legende: WD: Zu einer Etappe im Rennverlauf nicht mehr angetreten (withdrawal).